# Љубинко Друловић
Љубинко Друловић (Нова Варош, 11. септембар 1968) је бивши српски фудбалер, а садашњи фудбалски тренер. Тренутно је селектор младе репрезентације Србије.

## Играчка каријера

### Клупска
Играо је за Златар, Слогу (Пожега), Ужичку Пожегу, Слободу (Ужице) и Рад у Србији, затим у иностранству за Жил Висенте, Порто и Бенфику. Након 11 година играња у Португалу у лето 2003. вратио се у Србију на годину дана али овог пута у Партизан где је са црно–белима учествовао у групној фази Лиге шампиона коју је те сезоне неочекивано освојио његов бивши клуб Порто. Потом се опет вратио у Португал да би играо за Пенафиел, где је 2005. завршио своју каријеру.
Истакао се као пробојан бочни играч, одличног центаршута и добре технике. Један је од ретких фудбалера Порта који је током деведесетих учествовао у освајању пет узастопних титула првака Португала (1995, 1996, 1997, 1998 и 1999), четири купа (1994, 1998, 2000, 2001) и пет Суперкупова (1993, 1994, 1996, 1998, 2001).
Током тог периода, прославио се асистенцијама легендарном Бразилцу Марио Жарделу који је захваљујући Љубинку Друловићу у два наврата (1998-99 и 2001-02) био најбољи стрелац Европе и освајач "златне копачке"

### Репрезентативна
За репрезентацију СР Југославије је одиграо 38 утакмица и постигао 3 гола. Дебитовао је 28. децембра 1996. у пријатељској утакмици против Аргентине играној у Мар дел Плати, резултат је био 3:2 за репрезентацију СР Југославије, а занимљиво је да је управо Друловић постигао први гол на том мечу. Последњи пут дрес „плавих” облачио је 6. октобра 2001. против Луксембурга (6:1) у квалификацијама за Светско првенство 2002.

## Тренерска каријера
Друловић је своју тренерску каријеру започео у португалском Тоуризјену. Српски стручњак се на клупи овог трећелигашког клуба задржао само једну сезону, без запажених резултата.
Након авантуре у Португалу, Друловић је на пролеће 2008. године преузео екипу Баната (пети тренер у сезони), која се такмичила у Суперлиги Србије, 11 кола пре краја првенства. Тим је био у веома лошој позицији на табели а Друловић није успео да га спасе испадања у нижи ранг. На крају сезоне напустио је Банат.
Уследила је епизода у Словенији. Друловић је постао тренер Драве и на крају сезоне довео екипу до 9. места на табели, док је елиминисан у осмини финала Купа Словеније.
Након једне сезоне паузе, коју је Друловић искористио за усавршавање, постао је тренер екипе Агоста из Анголе. Ту се није баш прославио јер је у питању тим који се углавном бори за врх табеле, а за време Друловићевог мандата завршили су шести на табели.
Као селектор фудбалске репрезентације Србије за играче до 19 година освојио је злато на Европском првенству у Литванији 2013. године, заједно са својим помоћницима Миланом Ђуричићем, Ненадом Дивцем, Гораном Цветковићем, Игором Гачићем, Жељком Ћурчићем, Дејаном Александрићем, Дејаном Тошевским и Ђорђем Отовићем. Крајем 2013. године додељена му је "Златна лопта" ФСС као најбољем тренеру за 2013. годину.
Након одласка Синише Михајловића са места селектора репрезентације Србије, у фебруару 2014. године, одбор за хитна питања ФСС-а, за вршиоца дужности селектора А тима поставио је Љубинка Друловића. Он је предводио наш тим на четири сусрета и забележио две победе (Република Ирска 2:1 и Јамајка 2:1), реми (Панама 1:1) и пораз (Бразил 0:1). Резултати и игра репрезентације Србије на овим сусретима није импресионирала челнике ФСС, па је на његово место сео холандски стручњак Дик Адвокат, који је „орлове” повео у квалификације за Европско првенство 2016. у Француској.
Скоро годину дана касније, у априлу 2015. године, Љубинко Друловић постављен је за селектора Македоније, када је ова репрезентација већ малтене изгубила све шансе да се квалификује на Европско првенство. Македонију је предводио на пет утакмица, забележивши четири пораза и један реми.
Након смене Зорана Милинковића 15. октобра 2015. године Друловић је постао нови тренер Партизана и на тај начин се поново вратио у српски фудбал. Након само два месеца на клупи црно-белих, Друловић је због слабих резултата напустио клуб.
Крајем октобра 2023. постављен је за селектора младе репрезентације Србије.

## Трофеји (као играч)

### Порто
- Првенство Португала (5) : 1994/95, 1995/96, 1996/97, 1997/98, 1998/99.
- Куп Португала (4) : 1993/94, 1997/98, 1999/00, 2000/01.
- Суперкуп Португала (5) : 1993, 1994, 1996, 1998, 1999.

## Трофеји (као тренер)
- Европско првенство до 19 година (1) : 2013.